# Can Guinau
Can Guinau és un mas al terme d'Aiguaviva (Gironès). És una edificació de tres cossos encarada al sud i vessants a les dues parets laterals. Porta de mig punt amb dovelles. Finestra central de gust gòtic, amb els arcs conopials i la columna central. Parets arrebossades, tot i que alguna d'elles és de tàpia. Forjats plans i cairats de fusta. Escala interior de pedra. Tirada de la coberta sobre gran jàssera central. Algun contrafort a la façana.